# Вещевой рынок на площади Маркса
Вещевой рынок на площади Маркса (разг. Барахолка) — рынок, стихийно возникший в 1992 году на площади Маркса в Новосибирске. Был ликвидирован в 2005 году.

## История
В начале 1992 года в Ленинском районе Новосибирска на площади Маркса образовался вещевой рынок. Он расположился возле недостроенного ДК «Сибсельмаш» и тянулся рядами от территории, где в настоящее время установлен памятник Покрышкину, до места современного ТЦ Гранит (пл. Карла Маркса, 5). В середине 1990-х годов ДК был приобретён концерном «СБС-308», вместе с долгостроем концерн получил в аренду земельный участок, на котором находилась барахолка.
Мэрия Новосибирска и «СБС-308» несколько раз продлевали соглашение об аренде, однако в 2005 году городское правительство решило прекратить арендный договор, а на месте рынка установить памятник Александру Покрышкину.
В 2005 году на месте ликвидированной барахолки был построен ТЦ «Александровский», в который пришли работать торговцы с бывшего вещевого рынка.

## Общие данные
По данным финдиректора «СБС-308» Михаила Разинкина концерн арендовал территорию в 3,96 га, из них 1 га занимал рынок, количество торговых точек достигало 1,5 тыс. Стоимость торгового места в 5–6 м² колебалась от 1,5 до 5,3 тыс. рублей ежемесячно.